# Michiko Neya
Michiko Neya (根谷 美智子?, Neya Michiko; Echizen, 4 ottobre 1965) è una doppiatrice giapponese. In passato ha lavorato per Arts Vision. È conosciuta per i numerosi doppiaggi di serie anime.

## Doppiaggio

### Anime
- Aka-chan to Boku (Shinako Fukatani)
- Battle Spirits - Brave (Gilfam)
- Card Captor Sakura (Tsujitani)
- Chrono Crusade (Satella Harvenheit)
- Eureka SeveN (Talho Yūki)
- Fancy Lala (Ririka Kawaguchi, Mogu)
- Fresh Pretty Cure! (Naoko Yamabuki)
- Full Metal Panic! (Melissa Mao)
- Full Metal Panic? Fumoffu (Melissa Mao)
- Full Metal Panic! The Second Raid (Melissa Mao)
- Fullmetal Alchemist (Riza Hawkeye)
- Ghost Hound (Reika Ōtori)
- Goshūshō-sama Ninomiya-kun  (Ryōko Ninomiya)
- Gravion Zwei (Ayaka Shigure)
- Jigoku shōjo (Riho Kaifu)
- Katanagatari (Kyouken Maniwa)
- Hell Teacher Nūbē (Ritsuko Takahashi)
- Hetalia: Axis Powers (Ungheria)
- Honey and Clover (Teshigawara Miwako)
- Hunter × Hunter (serie 2011) (Bat)
- Initial D (Mako Sato)
- Kirarin Revolution (Kasumi Kumoi)
- L'attacco dei giganti (Alma)
- Last Exile (Maestro Delphine Eraclea)
- Lost Universe (Kali)
- Macross 7: The Galaxy Is Calling Me! (Emilia Jenius)
- MÄR (Diana)
- Mobile Suit Gundam SEED Destiny (Hilda Harken, Abby Windsor)
- Mobile Suit Gundam 00 (Shirin Bakhtiar)
- My Hero Academia (Rei Todoroki)
- Najica Blitz Tactics (Athena Gilnande)
- PIANO (Akiko Nomura)
- Onegai Twins (Tsubaki Oribe)
- One Piece (Otohime, Vinsmoke Reiju)
- Peace Maker Kurogane (Akesato)
- R.O.D the TV (Nancy "Miss Deep" Makuhari)
- MegaMan NT Warrior (Tesla Magnets)
- Sailor Moon e il cristallo del cuore (Dai-Heart)
- Sailor Moon e il mistero dei sogni (Tomoko Takase)
- Sei in arresto! (Chie Sagamiono)
- Sekirei (Hibiki)
- Serial experiments lain (Keiko Yoshii)
- Sfondamento dei cieli Gurren Lagann (Adiane l'elegante)
- Shaman King (Jun Tao, Marion Phauna)
- Shaman King (serie 2021) (Jun Tao)
- Soul Eater (Arachne)
- Stratos 4 (Ran Mikuriya)
- Sangokushi
- SuperDoll Rika-chan (Doll Izumi)
- Tales of the Abyss (Natalia Lanvaldear)
- ToHeart (Serio (HMX-13))
- Trinity Blood (Astharoshe "Asta" Asran)
- Vandread (Barnette Orangello)
- Yu-Gi-Oh! (Shizuka Kawai)
- Yu-Gi-Oh! GX (Fonda Fontaine)
- Zero no tsukaima (Agnès Chevalier de Milan)

### OAV e ONA
- Blue submarine no. 6 (Toko Gusuku)
- Fencer of Minerva (Diana)
- Fire Emblem (Lena)
- Gatchaman (Jun the Swan (G-3))
- Gunsmith Cats (Irene "Rally" Vincent)
- Initial D Extra Stage (Mako Sato)
- New Cutie Honey (Honey Kisaragi)
- Read or Die (Nancy "Miss Deep" Makuhari)
- Ruin Explorers (Ihrie)
- The Grimm Variations (B)
- Variable Geo (Ayako Yuuki)

### Videogiochi
- Arc the Lad II (Shante)
- Capcom Fighting Jam (Rose)
- Capcom vs. SNK: Millennium Fight 2000 (Chun-Li)
- Capcom vs. SNK 2 (Chun-Li)
- Crime Crackers 2 (PAN-G)
- Detective Pikachu (Olga Ellison)
- Eithea (Lady)
- Fullmetal Alchemist: Dream Carnival (Riza Hawkeye)
- Fullmetal Alchemist 2: Curse of the Crimson Elixir (Riza Hawkeye)
- Fullmetal Alchemist 3: The Girl who Succeeds God (Riza Hawkeye)
- God Eater 2: Rage Burst (Satsuki Takamine)
- Granblue Fantasy (Death)
- Granblue Fantasy: Versus Rising (Death)
- Gungrave Overdose (Sherry Walken)
- Legasista (Leina Mindel)
- Magna Carta 2 (Claire Setilan)
- Marvel vs. Capcom: Clash of Super Heroes (Saki Omokane)
- Namco X Capcom (Rose, Hsien-Ko)
- Night Warriors: Darkstalkers' Revenge (Hsien-Ko)
- Octopath Traveler II (Castti Florenz)
- One Piece: Pirate Warriors 4 (Vinsmoke Reiju)
- Ore no Shikabane o Koete Yuke (Messaggero divino, giovane ragazza)
- Plasma Sword: Nightmare of Bilstein (Claire, Luca, Rain, Kaede)
- Pokémon Masters EX (Ada)
- Quiz Nanairo Dreams (Saki Omokane (Saki Kanebo nella versione Arcade), Kumiko Ezaki, Charlotte, Linz (Lindt nella versione Arcade))
- Shaman King: Soul Fight (Jun Tao, Marion Phauna)
- Soul Edge (Sophitia Alexandria, Chie)
- Soulcalibur (Sophitia Alexandra)
- Soulcalibur II (Sophitia Alexandra)
- Soulcalibur III (Sophitia Alexandra)
- Star Ocean: Till the End of Time (Maria Traydor)
- Street Fighter Alpha 3 (Rose)
- Summon Night 2 (Mimoza Lorange)
- Super Robot Wars OG: Original Generations (Ouka Nagisa)
- Super Robot Wars Z (Talho Yūki)
- Super Robot Wars Z2: Destruction Chapter (Adiane l'elegante, Talho Yūki)
- Super Robot Wars Z3: Hell Chapter (Melissa Mao)
- Super Robot Wars Z3: Heaven Chapter (Melissa Mao)
- Super Robot Wars V (Melissa Mao)
- Tales of the Abyss (Natalia Luzu Kimlasca-Lanvaldear)
- Tales of the Rays (Natalia Luzu Kimlasca-Lanvaldear)
- Tech Romancer (Reika)
- Umineko: Golden Fantasia (Featherine Augustus Aurora)
- Vampire Savior: The Lord of Vampire (Hsien-Ko, Mei-Ling)
- Xenogears (Chu-Chu, Emeralda Kasim)
- Xenoblade Chronicles (Tyrea)
- Xenoblade Chronicles: Definitive Edition (Tyrea)
- Yu-Gi-Oh! GX Tag Force (Fonda Fontaine)
- Yu-Gi-Oh! GX Tag Force 2 (Fonda Fontaine)
- Yu-Gi-Oh! GX Tag Force 3 (Fonda Fontaine)

### Drama CDs
- Get Backers (Maria Noches)